# Hofswald
Hofswald ist ein Weiler der Ortsgemeinde Euscheid im Eifelkreis Bitburg-Prüm in Rheinland-Pfalz.

## Geographische Lage
Hofswald liegt rund 2,4 km nordwestlich des Hauptortes Euscheid auf einer Hochebene. Der Weiler ist von einigen landwirtschaftlichen Nutzflächen sowie umfangreichem Waldbestand im Westen umgeben. Östlich von Hofswald fließt der Fluelsbach, westlich der Waldbierbach. Der Weiler weist die Struktur einer Streusiedlung auf. Die insgesamt sieben Anwesen verteilen sich auf einer Länge von rund 1,4 km.

## Geschichte
Zur genauen Entstehungsgeschichte des Weilers liegen keine Angaben vor. Es handelt sich um mehrere, vornehmlich landwirtschaftliche Gehöfte, die vermutlich unabhängig voneinander entstanden sind und später zum Weiler zusammengefasst wurden. Vor allem die große Distanz zwischen den Anwesen lässt Hofswald nicht als eine geschlossene Siedlung erscheinen.

## Kultur und Sehenswürdigkeiten

### Bunkeranlagen
In unmittelbarer Nähe zu Hofswald befinden sich zwei Bunkeranlagen, die Teil des Westwalls waren. Es handelt sich um Bunker ohne Kampfraum. Kulturelle Denkmäler befinden sich auf der Gemarkung von Hofswald nicht.

### Naherholung
Durch Hofswald verläuft der Wanderweg Alter Bunker - Runde von Euscheid. Hierbei handelt es sich um einen rund 8,8 km langen Rundwanderweg von der Gemarkung Euscheids in Richtung Strickscheid und durch das ausgedehnte Waldgebiet bis nach Hofswald und zurück.

## Wirtschaft und Infrastruktur

### Unternehmen
In Hofswald sind ein landwirtschaftliches Nutzunternehmen mit Ferienunterkunft sowie ein B&B mit Campingmöglichkeit ansässig.

### Verkehr
Es existiert eine regelmäßige Busverbindung.
Hofswald ist durch die Kreisstraße 58 von Masthorn in Richtung Hölzenkopp (Weiler von Huf) erschlossen.